# Colleville-sur-Mer
Colleville-sur-Mer är en kommun i departementet Calvados i regionen Normandie i norra Frankrike. Kommunen ligger i kantonen Trévières som ligger i arrondissementet Bayeux. År 2022 hade Colleville-sur-Mer 203 invånare. Orten är känd för sin kyrkogård med 9 388 gravar tillhöriga amerikanska soldater som stupade i andra världskriget. Gravarna är markerade med kors (för protestanter och katoliker) och davidsstjärnor (för judar) i vit marmor. Kyrkogården ligger på en avsats vid den del av kusten som vid landstigningen i Normandie den 6 juni 1944 (Dagen D) fick kodnamnet Omaha Beach.

## Befolkningsutveckling
Antalet invånare i kommunen Colleville-sur-Mer
Referens: INSEE